# Berthold V de Zähringen

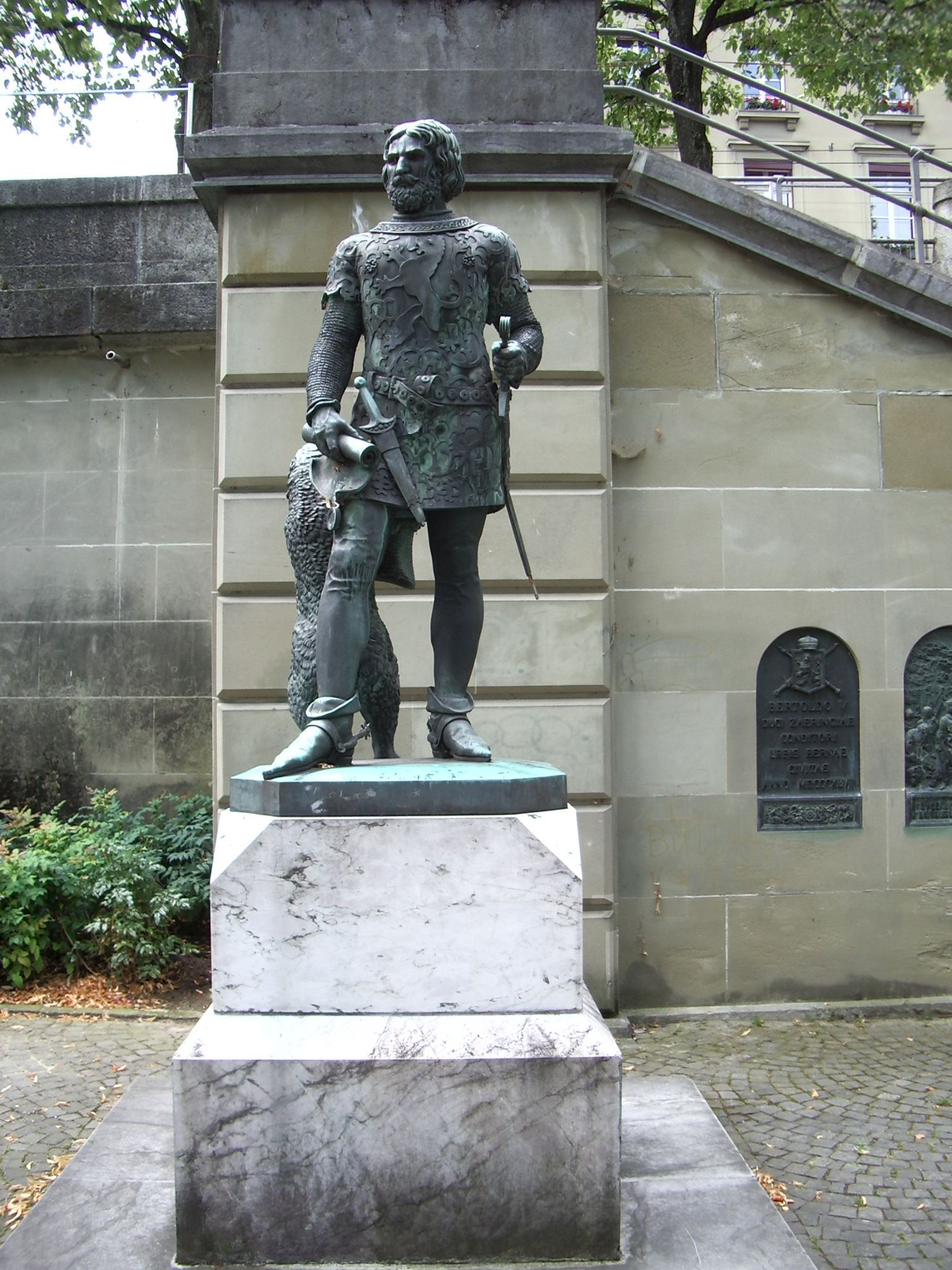
Berthold V de Zähringen.

Berthold V de Zähringen, né vers 1160, mort le 18 février 1218, fut le dernier duc de Zähringen.

## Biographie
Il succéda à son père Berthold IV à partir de 1186. Il réussit à imposer son pouvoir sur la noblesse de Bourgogne et occupa l'actuel Oberland bernois ainsi que la région du Lac des Quatre-Cantons. Il élargit la ville de Thoune et fonda Berne en 1191. Cette nouvelle cité devint le centre de son territoire. Sa défaite lors de la bataille d'Ulrichen en 1211 marqua la fin des tentatives pour accéder au pouvoir en Valais.
En 1198, il fut désigné à Cologne comme successeur de Henri VI du Saint-Empire mais renonça au profit de Philippe de Souabe qui lui donna en échange des territoires dans le Sud de l'Allemagne et dans le Nord de la Suisse (Ortenau, Brisgau, Schaffhouse et Vieux-Brisach). En 1200, il lança les travaux d'agrandissement de l'église de Fribourg qui deviendra le monastère de Fribourg à partir de 1250. La fontaine de Zähringen à Berne et un autre monument dans la ville lui rendent hommage.
Son fils et homonyme meurt avant lui et il est le dernier des Zähringen.

## Union et postérité
Berthold V épouse en 1212 Clémence (1195 - 1235), fille d'Étienne II d'Auxonne et de Béatrix de Chalon, de qui il a :
- Berthold (? - mort avant son père) ;
- Constance, elle épouse Guillaume, seigneur de Ville.

## Source
- Anthony Stokvis, Manuel d'histoire, de généalogie et de chronologie de tous les États du globe, depuis les temps les plus reculés jusqu'à nos jours, préf. H. F. Wijnman, Israël, 1966, chapitre VIII et tableau généalogique no 105 « Généalogie de la Maison de Bade, I. ».